# 3260 Vizbor
3260 Vizbor è un asteroide della fascia principale. Scoperto nel 1974, presenta un'orbita caratterizzata da un semiasse maggiore pari a 2,2346198 UA e da un'eccentricità di 0,0930716, inclinata di 5,21863° rispetto all'eclittica.